# Moszczenica (dopływ Bzury)
Moszczenica (dawniej Moszczanka, ze staropol. mościć – w pierwotnym znaczeniu: utwardzać grunt do łatwiejszego przejścia) – rzeka, prawy dopływ Bzury o długości 55,08 km i powierzchni dorzecza ok. 515 km².

## Charakterystyka
Źródła rzeki znajdują się w okolicach wsi Byszewy na wys. 190 m n.p.m. W początkowym biegu, na terenie Parku Krajobrazowego Wzniesień Łódzkich, płynie ona na północ, wcinając się prostopadle w kolejne poziomy wysoczyznowe. Powstały w ten sposób charakterystyczne, występujące na przemian odcinki doliny o stosunkowo stromych stokach i znacznym nachyleniu (4-5‰) – przypominając wtedy rzeki wyżynne – oraz odcinki szerszej doliny na spłaszczeniach terenu. W okolicach Strykowa, w strefie przejściowej między Wyżyną Łódzką a Pradoliną Warszawsko-Berlińską, Moszczenica zmienia swój bieg na północno-zachodni. Pomiędzy Swędowem a Wolą Branicką rzeka podcina lewy brzeg wysoki na 10 m, porośnięty gęstym lasem, poprzecinany parowami i wąwozami, w którym wyznaczono rezerwat przyrody Grądy nad Moszczenicą, natomiast na prawym brzegu położone są piaszczyste wydmy porośnięte jałowcami i świetlistym lasem mieszanym, graniczące ze wsią Kębliny. Po kilkunastu kilometrach rzeka ponownie skręca na północ. Poniżej Rogoźna wypływa na bezleśną, lekko falistą Równinę Łowicko-Błońską, a następnie wpada do Bzury. Lewymi dopływami rzeki są Borchówka, Struga Dobieszkowska (Młynówka), Kiełmiczanka, prawym dopływem jest Malina. Sieć ta powstała u schyłku zlodowacenia Warty, a doliny uformowały się w okresach interglacjałów oraz w holocenie.
Zbudowane w Cesarce i Strykowie zbiorniki uregulowały poziom wody w Moszczenicy, który przedtem ulegał dużym wahaniom (od 72 cm w 1947 r. do 300 cm w 1957 r. na wodowskazie w Strykowie, stwarzając co roku poważne zagrożenie dla niżej położonych zagród.

## Przyroda
Wody Moszczenicy mieszczą się w II i III klasie czystości. Są one stosunkowo czyste mikrobiologicznie, największe przekroczenia dotyczą stężenia fosforanów. W okolicach wsi Kębliny znajdują się żeremie bobra (Castor fiber).

## Rola rzeki w historii i kulturze
Osadnictwo człowieka w dorzeczu Moszczenicy pojawiło się w paleolicie. W Średniowieczu w dolinie Moszczenicy wytapiano żelazo w tzw. kuźnicach oraz przygotowywano węgiel drzewny w tzw. mielerzach. Później nad rzeką rozwinęło się młynarstwo. Dolina rzeki jest terenem letniskowym i wycieczkowym dla mieszkańców aglomeracji łódzkiej. Jarosław Iwaszkiewicz w cyklu "Podróże do Polski" (1977) zamieścił opowiadanie "Dolina Moszczenicy" opisujące przedwojenne krajobrazy wokół tej rzeki, obserwowane podczas pieszych wycieczek.